# Слизевики
Слизевики́ — полифилетическая группа организмов, в современной систематике относимых к разным таксонам простейших, классификация которых ещё окончательно не разработана. Насчитывает около 1000 видов.
Объединяет эти организмы то, что на определённой стадии жизненного цикла они имеют вид плазмодия или псевдоплазмодия — «слизистой» массы без твёрдых покровов. Это может быть одна многоядерная клетка (плазмодий, у так называемых неклеточных слизевиков) или группировка большого количества клеток (псевдоплазмодий, у клеточных). У большинства видов он виден невооружённым глазом и способен двигаться. Из плазмодия или псевдоплазмодия формируются спороношения, которые часто напоминают внешним видом плодовые тела грибов. Споры прорастают подвижными клетками — зооспорами или миксамёбами, из которых различными путями образуется плазмодий или псевдоплазмодий.
Слизевики — гетеротрофы. Зооспоры, миксамёбы и плазмодии способны питаться осмотрофно (всасыванием питательных веществ через клеточную мембрану) и/или путём эндоцитоза (захватывать внутрь клетки пузырьки с частицами пищи).
Большинство слизевиков свободноживущие, но плазмодиофоровые и часть лабиринтуловых ведут паразитический образ жизни. Слизевики, кроме большинства лабиринтуловых, живут в наземных местообитаниях.
Сходство спороношений слизевиков с плодовыми телами грибов стало причиной того, что их долго включали в состав царства грибов, а теперь — в состав грибоподобных организмов. Правила Международного кодекса ботанической номенклатуры, регулирующие номенклатуру грибов, распространяются и на слизевиков.
К слизевикам обычно относят следующие группы:
| Группа           | Место в традиционной системе грибов                                        | Место в системе Т. Кавалир-Смита, 2003                              |
| ---------------- | -------------------------------------------------------------------------- | ------------------------------------------------------------------- |
| Миксомицеты      | отдел Myxomycota                                                           | инфратип Mycetozoa типа Amoebozoa                                   |
| Акразиевые       | отдел Acrasiomycota                                                        | отряд Acrasida класса Heterolobosea типа Percolozoa группы Excavata |
| Плазмодиофоровые | класс Plasmodiophoromycetes отдела Plasmodiophoromycota (ранее Myxomycota) | класс Phytomyxea типа Cercozoa группы Rhizaria                      |
| Лабиринтулы      | отдел Labyrinthulomycota                                                   | отдел Labyrinthista царства Chromista                               |

Ряд организмов, которые обладают признаками, характерными для слизевиков, к слизевикам не относят. Это некоторые книдоспоридии, плазмодиальные формы золотистых, жёлто-зелёных и хлорарахниофитовых водорослей, инфузория Sorogena, гемоспоридии, а также одна группа прокариот — миксобактерии.